# کایام‌کولام کوچونی (فیلم ۱۹۶۶)
کایام‌کولام کوچونی (انگلیسی: Kayamkulam Kochunni) یک فیلم درام تاریخی هندی است که در سال ۱۹۶۶ منتشر شد. داستان این فیلم برگرفته از زندگی راهزن جاده‌ای مشهور کایام‌کولام کوچونی است که در دورهٔ راج بریتانیا زندگی می‌کرد و از ثروتمندان می‌دزدید و به فقرا می‌داد. دنباله این فیلم در سال ۱۹۷۶ ساخته شد.